# Международный союз архитекторов

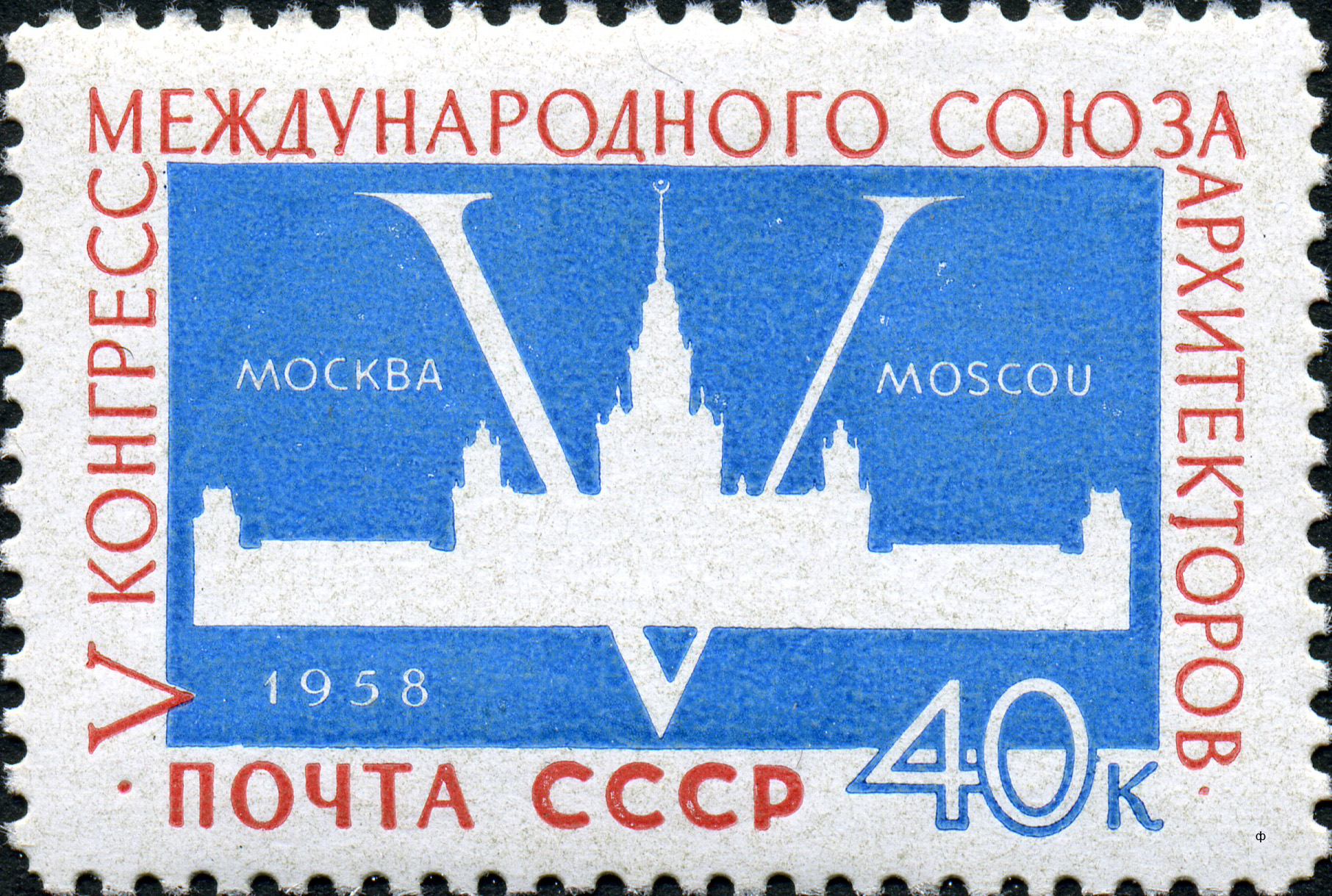
Марка СССР 1958 г. № 2173. V международный съезд архитекторов.

«Международный союз архитекторов» (МСА) (англ. International Union of Architects ( UIA )) — интернациональная неправительственная организация, которая в настоящее время МСА насчитывает 124 национальных архитектурных секций, членами которых являются более миллиона архитекторов из разных стран мира.

## История, задачи, структура МСА
В сентябре 1946 года в столице Великобритании городе Лондоне состоялось международное совещание архитекторов, в числе которых были и делегаты из Советского Союза. На этом заседании, практически единогласно, было принято решение о создании «Международного союза архитекторов». Официально организация была зарегистрирована в городе Лозанна (Швейцария) в 1948 году.
Согласно БСЭ, целью организации является создание благоприятных условий жизни людей и борьба за повышение художественных, функциональных и инженерно-технических качеств архитектурных сооружений.
Высшим органом «Международного союза архитекторов» является Генеральная ассамблея МСА, которая созывается раз в два года. Генассамблея избирает Исполнительный комитет МСА. МСА имеет консультативный статус при ЮНЕСКО и Организации Объединённых Наций, поддерживает постоянные связи со Всемирной организацией здравоохранения.
Союз архитекторов России, как правопреемник Союза архитекторов СССР, также является членом МСА.
Действующий президент «Международного союза архитекторов» — Альбер Дюблер из Франции. Генеральный секретариат МСА находится в Париже (Франция).

## Интересные факты
В 1972 году президентом МСА был избран архитектор из СССР Георгий Михайлович Орлов.